# Huntington (Oregon)
Huntington és una població dels Estats Units a l'estat d'Oregon. Segons el cens del 2000 tenia 515 habitants.

## Demografia
Segons el cens del 2000, Huntington tenia 515 habitants, 232 habitatges, i 150 famílies. La densitat de població era de 272,4 habitants per km².
Dels 232 habitatges en un 21,1% hi vivien nens de menys de 18 anys, en un 53,9% hi vivien parelles casades, en un 6,9% dones solteres, i en un 35,3% no eren unitats familiars. En el 31,5% dels habitatges hi vivien persones soles el 10,8% de les quals corresponia a persones de 65 anys o més que vivien soles. El nombre mitjà de persones vivint en cada habitatge era de 2,22 i el nombre mitjà de persones que vivien en cada família era de 2,73.
Per edats la població es repartia de la següent manera: un 22,3% tenia menys de 18 anys, un 5,4% entre 18 i 24, un 21,6% entre 25 i 44, un 27,2% de 45 a 60 i un 23,5% 65 anys o més.
L'edat mediana era de 46 anys. Per cada 100 dones de 18 o més anys hi havia 105,1 homes.
La renda mediana per habitatge era de 25.132$ i la renda mediana per família de 30.781$. Els homes tenien una renda mediana de 27.500$ mentre que les dones 22.083$. La renda per capita de la població era de 13.396$. Aproximadament el 10,7% de les famílies i el 17,7% de la població estaven per davall del llindar de pobresa.

## Poblacions més properes
El següent diagrama mostra les poblacions més properes.